# Gaz d'éclairage
 (janvier 2012).
Si vous disposez d'ouvrages ou d'articles de référence ou si vous connaissez des sites web de qualité traitant du thème abordé ici, merci de compléter l'article en donnant les références utiles à sa vérifiabilité et en les liant à la section « Notes et références ».
À l'origine, le gaz d'éclairage désigne le gaz de houille, nommé ainsi par son inventeur William Murdoch parce que destiné à l'éclairage (gas light). L'idée de s'éclairer au moyen d'un gaz est traditionnellement attribuée à Philippe Lebon en France, et à Jan Pieter Minckelers en Hollande. Par extension le terme gaz d'éclairage renvoie à la technique permettant d'éclairer à partir d'un gaz tel que le gaz de houille, le gaz naturel, le dihydrogène, le méthane, le propane, le butane et l'acétylène.
Les Chinois ont commencé à utiliser du gaz naturel comme combustible et source d'éclairage au IVe siècle av. J.-C. En Occident, le gaz d'éclairage succède à l'huile, aux alentours de 1800, et sera progressivement remplacé par l'électricité à partir de 1880.
En 2011, bien que la majeure partie de l'éclairage tant public que privé soit assurée par l'électricité, il existe toujours des applications d'éclairage public à partir de gaz naturel, notamment en Allemagne. Le gaz est aussi utilisé comme moyen d'éclairage dans des applications de camping, ainsi que dans certains endroits trop éloignés pour être approvisionnés en électricité.

## Histoire

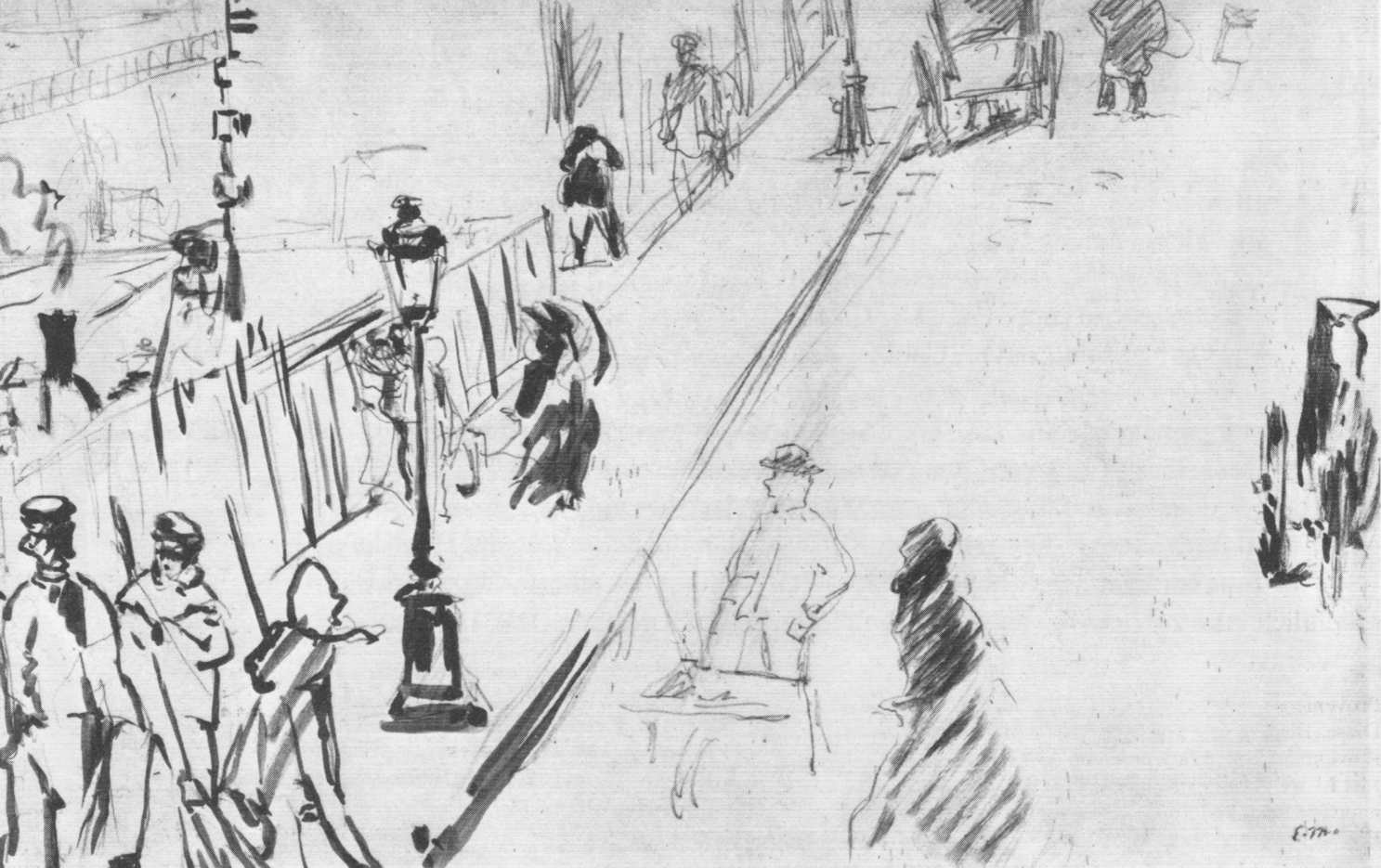
Édouard Manet, La Rue Mosnier au bec de gaz.

Les Chinois ont commencé à utiliser du gaz naturel comme combustible et source d'éclairage au IVe siècle av. J.-C. Ainsi qu'il est rapporté[Où ?][Par qui ?], la recherche systématique de gaz naturel fut entreprise dès le IIe siècle av. J.-C. Le forage systématique de puits pour l'extraction de la saumure au Ier siècle av. J.-C. (dynastie Han) mena à la découverte de nombreux « puits à feu » au Sichuan qui produisaient du gaz naturel. La saumure et le gaz naturel étaient conduits ensemble par des tubes de bambous. Depuis les petits puits, le gaz pouvait être acheminé directement aux brûleurs où la saumure était versée dans des cuves d'évaporation en fonte pour bouillir et produire du sel. Mais le gaz dense et âcre puisé à des profondeurs d'environ 2 000 pieds devait tout d'abord être mélangé à l'air pour éviter qu'une explosion se produise. Les Chinois conduisaient donc d'abord le gaz dans un grand réservoir en bois de forme conique, placé 3 m sous le niveau du sol, où un autre conduit amenait l'air, ce qui transformait le réservoir en grand carburateur. Pour éviter les incendies à cause d'un soudain surplus de gaz, un « tuyau repoussant le ciel » supplémentaire était utilisé comme système d'échappement[source insuffisante].

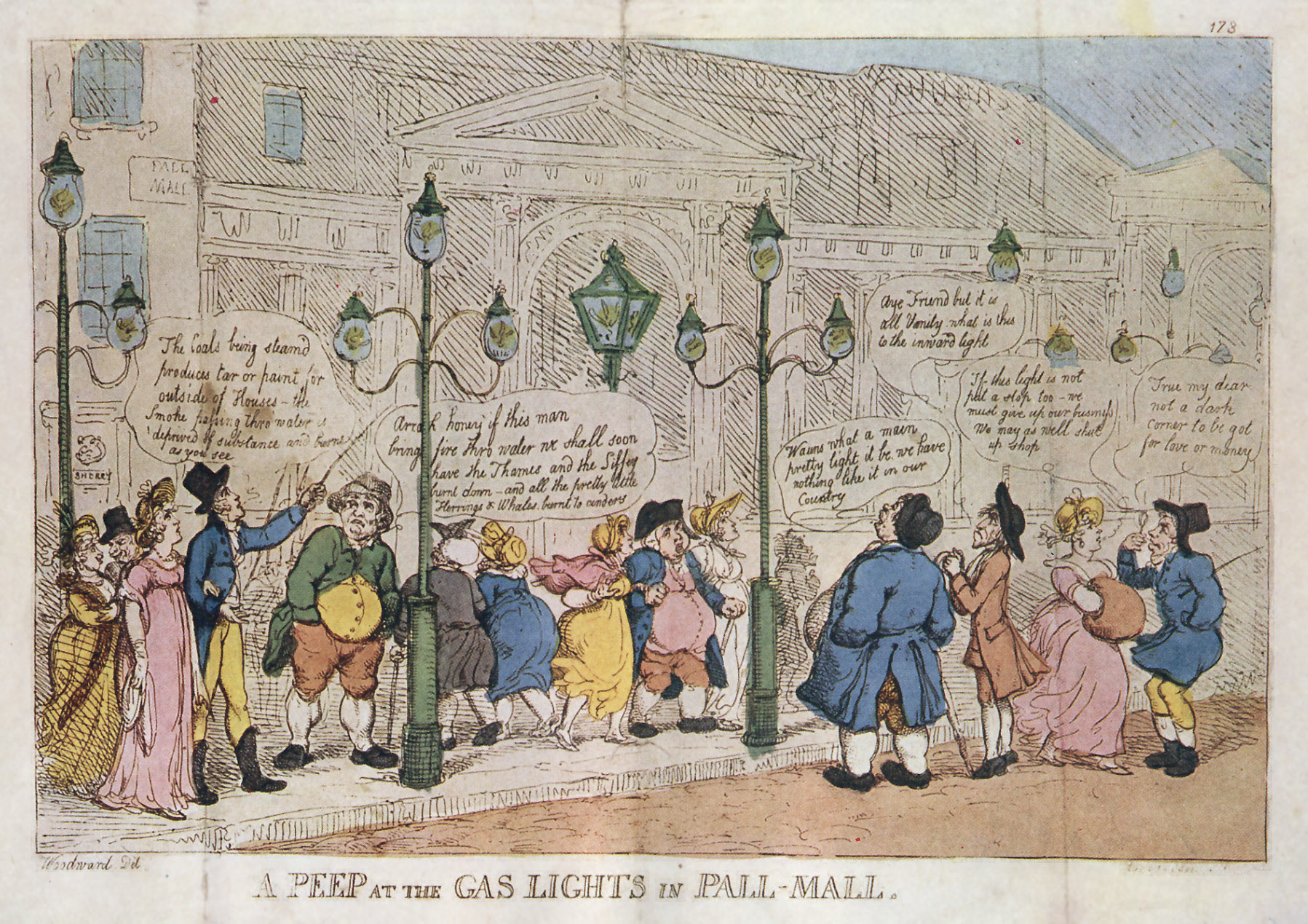
A Peep at the Gas-lights in Pall Mall : une caricature contemporaine de l'éclairage de Winsor du Pall Mall par George Rowlandson (1809).

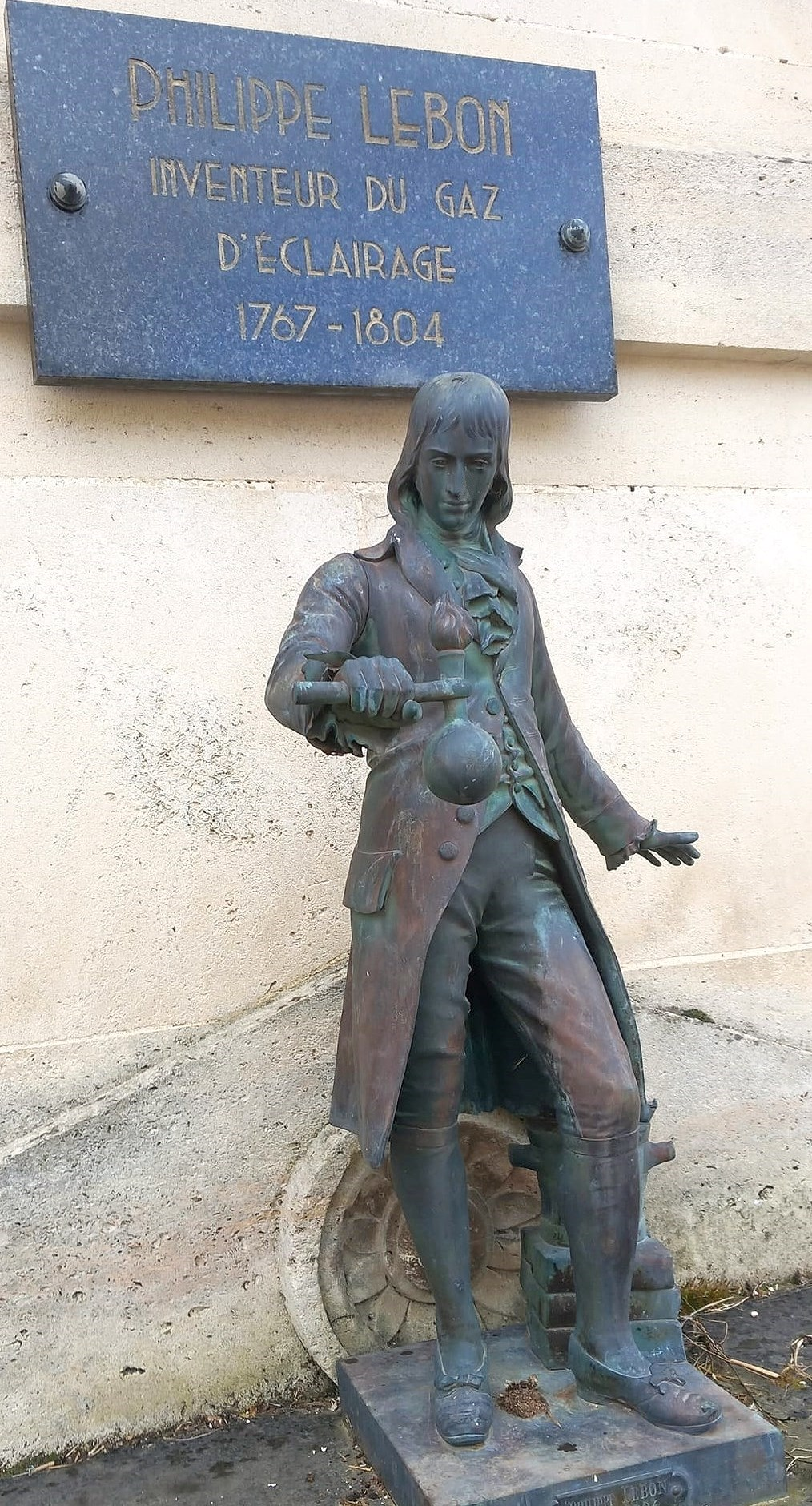
Philippe Lebon (1767-1804).

En Europe, la propriété de la découverte du gaz d'éclairage, aux alentours de 1800, a fait débat à l'époque. Elle se trouve partagée entre plusieurs inventeurs :
- le Français Philippe Lebon (qui expérimente le gaz de bois). Son Thermolampe, breveté en 1799, est un appareil destiné à l'éclairage et au chauffage à partir de gaz obtenu par distillation du bois. Le premier essai d'éclairage[2], réalisé à Paris[3], ne rencontre pas d'écho favorable ;
- l'Anglais William Murdoch et l'Allemand Frédéric-Albert Winsor (inventeurs du gaz de houille en Angleterre) ainsi que le Limbourgeois Jan Pieter Minckelers qui est le seul à ne pas lui avoir donné de suites industrielles. L'initiateur principal est l'anglais W. Murdoch qui met au point un procédé d'éclairage à gaz issu du gaz de houille. L'essai concluant d'éclairage d'une usine en Cornouailles le conduit à perfectionner son idée : l'appareil est amélioré, et adopté en Grande-Bretagne (1807) puis généralisé à partir de 1815.

Il semblerait que sa fabrication et son exploitation comme éclairage avaient été réalisées bien avant à Abbaye de Culross, en Écosse où l'on s'en servait dans des vases.
À partir de 1812, l'essor du gaz de houille comme moyen d'éclairage (et gaz de ville), à Londres d'abord, à Paris ensuite, se fit sous l'impulsion de Frédéric-Albert Winsor. À Paris en 1812, Chabrol de Volvic (préfet de la Seine) expérimenta le procédé à l'hôpital Saint-Louis. L'invention se heurta dans un premier temps à la méfiance partiellement fondée des gens qui craignaient qu'il soit source d'incendie, ou en Angleterre à l’opposition des vendeurs d'huile de baleine qui craignaient de perdre leur marché. Bruxelles fut éclairé au gaz grâce à la Société civile Meeûs installée rue Saint-Roch en 1818. Les premiers becs à gaz furent installés à Paris le 1er janvier 1829, dans la rue de la Paix. En 1833, la percée décisive était due au comte de Rambuteau (préfet de la Seine) qui décida de remplacer l'éclairage à huile par le gaz.
Le gaz d'éclairage sert par la suite de combustible pour les turbines et moteurs, pour le chauffage ainsi que la cuisson. L'appellation gaz de ville provient du fait que le gaz de houille est essentiellement distribué dans les villes. Sur le tard, le gaz de ville contiendra en partie du gaz à l'eau enrichi et gaz à l'eau carburé, par action de l'eau sur du charbon ou du coke incandescents, du gaz à l'air.
Afin de diversifier les sources d'approvisionnement lorsque la demande se fera plus importante, le gaz de houille sera mélangé à du gaz de couche (ou grisou), du gaz de pétrole liquéfié (GPL) ou du gaz de raffinerie de pétrole.
L'électricité devient la principale source d'énergie pour l'éclairage à partir de 1880. À partir de 1920 aux États-Unis, et 1960 en Europe, le gaz naturel remplace le gaz de houille dans la plupart de ses applications.

## Becs de gaz

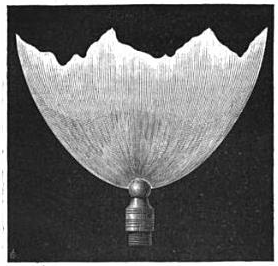
Flamme du bec fendu de la ville de Paris, Dictionnaire de chimie d’Ad. Wurtz, éd. Hachette, 1870.

Les premiers becs de gaz étaient de simples boutons métalliques percés d'un trou circulaire par lequel s’échappait le gaz qui enflammé produisait une flamme droite et vacillante. Les becs évoluèrent et la forme des flammes se modifia : cylindrique pour le bec d'Argan, papillon pour le bec à fente, queue de poisson pour le bec Manchester, etc.
Par la suite les becs intensifs (obtenus par juxtaposition de plusieurs bec disposés en couronne) firent leur apparition et plus particulièrement lorsque le gaz sera mis en concurrence avec l'électricité en 1880.
À partir de 1900, une augmentation de la pression du gaz permettra l'utilisation de becs renversés dont la luminosité n'est plus entravée par des parties métalliques.
À partir de 1885, l'invention du manchon à incandescence par Carl Auer von Welsbach révolutionne l'éclairage au gaz : la flamme bleue et chaude du bec Bunsen porte à l'incandescence un manchon à base d'oxydes de thorium et de cérium.

## Les luminaires

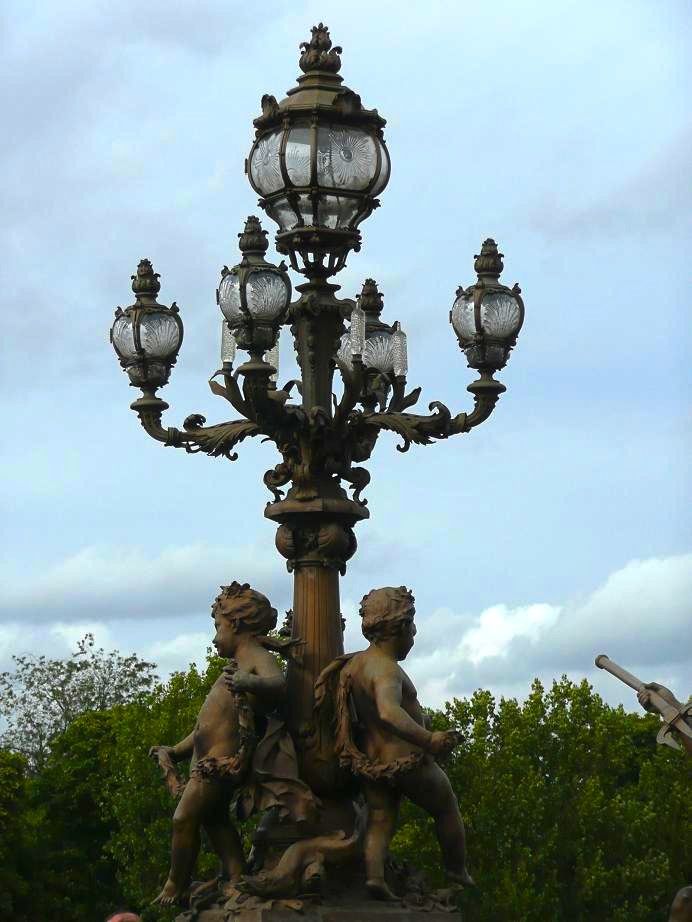
Candélabre, pont Alexandre-III à Paris (1896-1900).

Les lustres et appliques intérieurs au gaz s'inspirent des luminaires préexistants à l'huile ou même à chandelle. La flamme dans un premier temps n'est pas protégée. Par la suite une cheminée en verre ou un globe s'ajuste au bec.
Les luminaires extérieurs sont d'abord des lanternes et réverbères à huile convertis au gaz, ensuite des productions adaptées au gaz.

## Usage dans les théâtres
Dans les théâtres, il y a nécessité d'éclairer la scène, les décors et les acteurs, mais aussi la salle et les spectateurs. Pour la scène, un cordon de lampes au gaz est placé très bas au bord de l'avant-scène, appelé rampe. Nous en sont restées les expressions « être sous les feux de la rampe » (c'est-à-dire être l'objet de l'attention générale). Moins connus sont les herses (cylindre elliptique en tôle traversant le théâtre), les portants (montants en bois supportant plusieurs becs de gaz) et les traînées (disposées selon les besoins). Des décors mobiles, plateaux élévateurs, personnages dans les féeries sont éclairés aussi par le gaz, un tuyau conducteur en permettant partout l'emploi.
L'éclairage de la salle se faisait, au commencement du XVIIIe siècle, au moyen de lustres, garnis de chandelles, ensuite de bougies, qui tombaient du haut du plafond, éclairant, les uns l'avant-scène, les autres la salle ; à chaque instant il fallait déranger les spectateurs pour moucher les chandelles dont ces lustres étaient garnis. C'était une distraction pour le public et souvent les employés affectés à cette tâche, recevaient des applaudissements.
En 1783, l'éclairage des salles de spectacle reçut un grand perfectionnement de l'emploi des lampes à huile à double courant d'air, inventées par Ami Argand, Meunier et Antoine Quinquet. Inventions qui seront appliquées au gaz. Le matériel de l'éclairage à l'huile exige des soins et des préparatifs ; la propreté à entretenir, l'huile à verser, les mèches à poser, chaque bec à ajuster, tout cela demande beaucoup de temps et beaucoup de bras.
Ce fut au théâtre de l'Odéon qu'on appliqua pour la première fois le gaz de houille, en 1822, comme moyen d'éclairage ; et en 1840 tous les théâtres de Paris sont éclairés de cette manière.
Mais le gaz d'éclairage n'est pas sans inconvénients :
- l'éclairage au gaz remplit la salle de fumées ;
- la lumière des rampes qui frappe les corps de bas en haut défigure l'acteur ; « il fait grimacer tous ses traits ; et, en renversant l'ordre des ombres et des clairs, il démonte, pour ainsi dire, toute la physionomie, et la prive de son jeu et de son expression[6] » ;
- la rampe a causé plus d'une catastrophe, et constitue dans tous les cas une cause de péril toujours présente pour les artistes, dont les vêtements peuvent venir s'enflammer aux becs de gaz. Plus d'un accident a prouvé combien ce danger est réel et permanent[8]. En 1881, à l'opéra de Nice, le gaz d'éclairage met le feu au décor. L’opéra est entièrement détruit. Dans la panique, deux cents personnes meurent asphyxiées, brûlées ou étouffées. Après la catastrophe, les lampes à huile firent leur retour dans certaines salles de spectacle[9]. En 1881 encore, 384 personnes périssent dans l'incendie du Ringtheater de Vienne. Par défaillance des dispositifs d'allumage électro-pneumatique, du gaz s'est échappé qui a explosé à la première tentative d'allumage. Dans plusieurs théâtres, on n'a rien trouvé de mieux que de disposer entre les acteurs et la rampe étincelante une sorte de balustrade grillagée ;
- en outre tous les problèmes inhérents au gaz de houille : odeur d’œuf pourri du sulfure d'hydrogène – le sulfure d'hydrogène de surcroît attaque les métaux et les noircit ; il flétrit toutes les peintures, et peut, dans le cours d'une année, gâter et détruire toutes les décorations et les ornements les plus coûteux[6] – air trop rapidement vicié par les besoins importants d'oxygène dans la combustion du gaz.

Le gaz d'huile, qui a un meilleur pouvoir éclairant que le gaz de houille et ne contient pas l'indésirable sulfure d'hydrogène, quoique plus coûteux, sera utilisé dans certains théâtres.
À partir des années 1830, le gaz de houille cède devant la lumière oxhydrique :
« La douceur de la lumière oxhydrique, sa régularité parfaite, sa teinte légèrement jaunâtre, l'ont fait admettre dans plusieurs théâtres de Paris, et elle fait merveille, notamment dans la Riche au bois, Peau d'âne, Cendrillon, etc. Pour sa production dans ces établissements publics, on a recours le plus ordinairement, comme cela a lieu au théâtre de la Renaissance, à des sacs en caoutchouc. Deux poches disposées entre des châssis pressés convenablement et chargés de poids en fonte pour faire ainsi office de soufflet, et contenant l'une de l'hydrogène, l'autre de l'oxygène, fabriqués au théâtre même, sont mis en rapport par des tuyaux de conduite, avec un appareil spécial nommé chalumeau, par où ils viennent se mélanger convenablement et se rendre dans une petite chambre ou barillet. Ce mélange se forme d'une partie d'oxygène pour deux parties d'hydrogène ; c'est la même proportion qui produit l'eau, lorsque ces deux gaz se combinent au lieu de se mélanger. Le mélange effectué prend le nom de gaz oxhydrogène ; il s'échappe par un bec disposé de manière à lancer son jet enflammé sur un petit cylindre de chaux ou de magnésie calcinée ; il acquiert alors tout son rayonnement, tout son éclat. »
Le premier essai de la lumière électrique au théâtre eut lieu en 1846, dans une pièce intitulée Les Pommes de terre malades où l'on utilisa une lampe à arc. Ce fut ensuite, toujours en 1846, dans une représentation du Prophète. Mais la cherté des installations électriques leur feront encore longtemps préférer la lumière oxhydrique.
Par la suite, les lampes électriques à incandescence remplaceront définitivement le gaz d'éclairage.

## Usage dans les phares

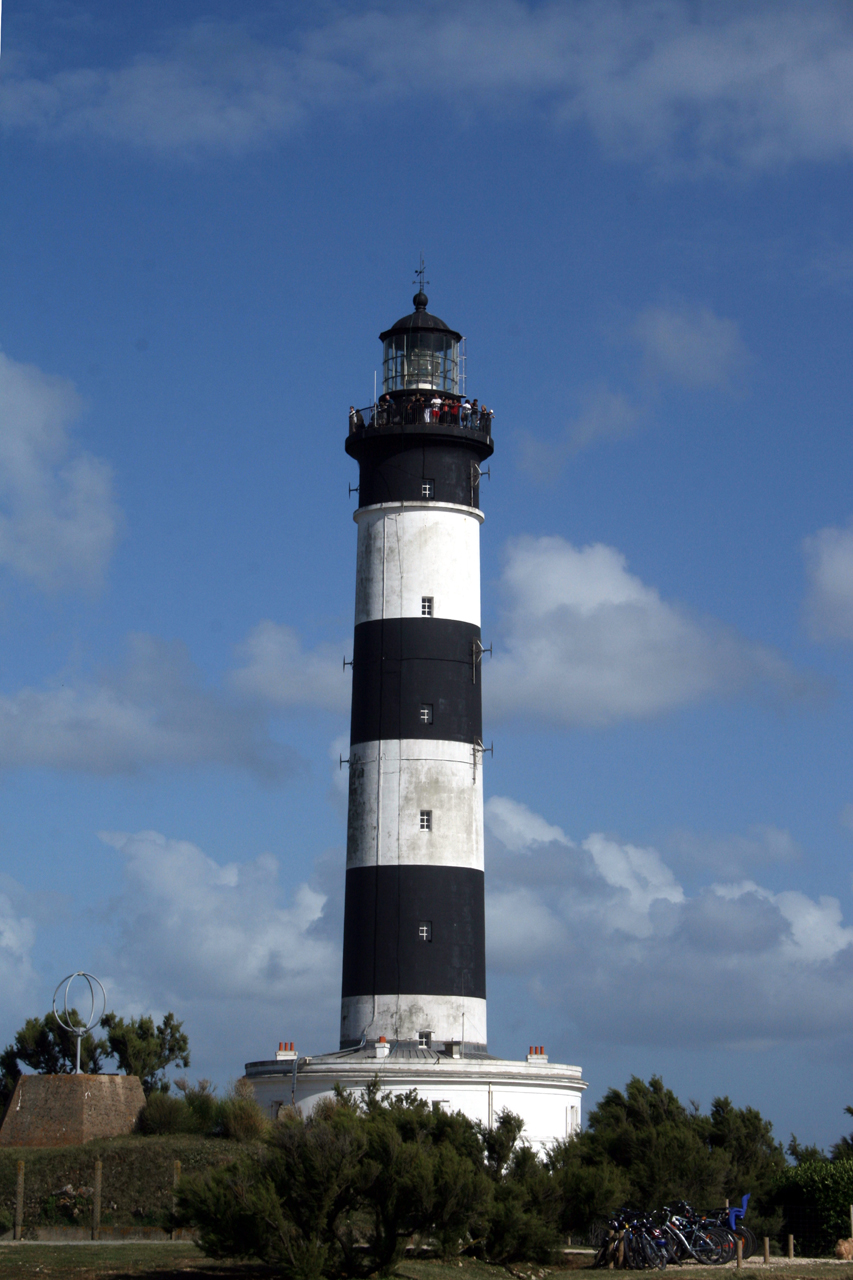
Le phare de Chassiron dans lequel sera essayé le gaz Pintsch entre 1895 et 1902.

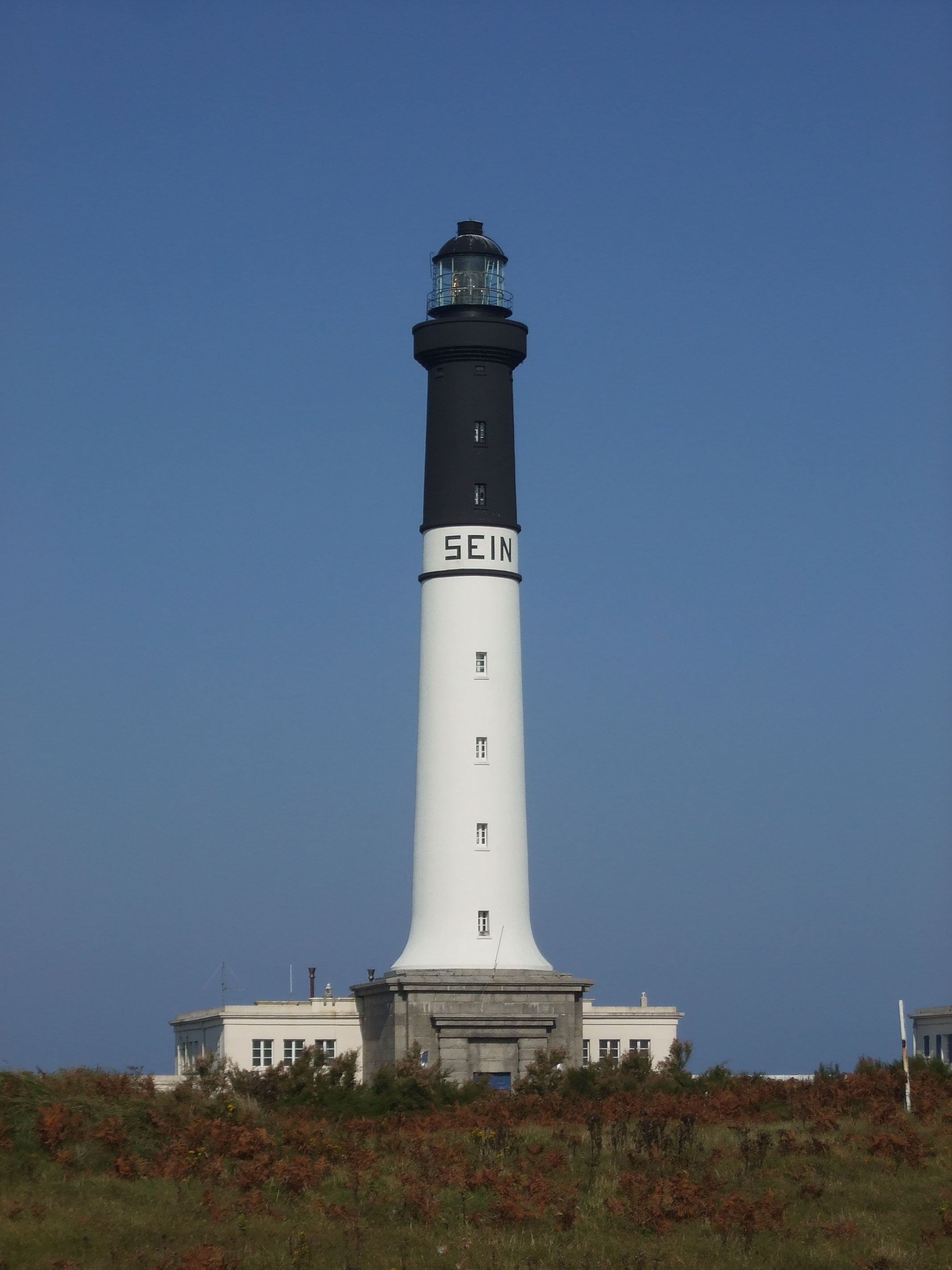
Grand phare de l'île de Sein. Équipé en gaz Pintsch en 1896.

Entre 1824 et 1826, Fresnel réalisa des expériences sur des gaz d'huile produits par distillation d'huile de baleine, d'huile de colza et d'huile factice, en vue de les appliquer à l'illumination des phares. Cependant rien n'indique qu'ils seront mis en œuvre avant ou après sa mort en 1827.
On utilisa dans les phares un gaz obtenu à partir de la distillation de goudron ou de résidus de pétrole qu'on appela gaz d'huile mais aussi gaz Pintsch. Le gaz Blau, mis en œuvre vers 1890 est une amélioration du gaz Pintsch.
Le gaz Pintsch, diffusé vers 1880 en France par la Société internationale d’éclairage par le gaz d'huile (SIEGH) permettra la mise en place du premier réseau de balisage flottant. Différentes usines à gaz seront installées sur le littoral, à Honfleur, Dunkerque, Royan, Saint-Nazaire, Granville et Brest. Les phares suivants en seront équipés :
- Phare de Chassiron sera essayé, au travers de l'incandescence dans un manchon à incandescence, de 1895 à 1902 ;
- Phare d'Ailly ;
- Grand phare de l'île de Sein : construction de l'usine de fabrication en 1896 ;
- Ar-Men : Équipé au gaz d'huile en 1897 : le gaz est fabriqué à l’île de Sein ;
- Tourelle de la Plate : équipé au gaz d'huile en 1911.

Seront également mis en œuvre les gaz suivants:
- À partir de 1895, le pétrole vaporisé n'est toutefois pas un gaz mais une vaporisation.
- À partir de 1900, l'acétylène est utilisé en France jusqu'aux alentours de 1940. Ce gaz était alors assez dangereux et son stockage demandait l'utilisation de citernes garnies d'un ciment poreux. L'incandescence à l'acétylène sera essayée au phare de Chassiron à titre expérimental de 1902 à 1905. Il sera très utilisé à l'étranger.
- En 1923, le gaz BBT (du fabricant français de phares Barbier Bénard Turenne) représente une forte amélioration des qualités de compression et de sécurité. Il sera produit entre les deux guerres mondiales. Des usines de fabrication seront installées à Sfax en Tunisie et à Marseille.
- Après 1935, le butane et le propane : Le développement des exploitations pétrolières, dans les années 1930, permettait la fabrication standardisée du propane puis du butane. Les premiers essais en mer seront réalisés au banc du Turc (Phare de la Banche), en face de Lorient en 1932. Il faudra toutefois attendre la fin de la Seconde Guerre mondiale pour qu'une utilisation régulière soit faite par le Service des phares et balises. Les deux gaz seront utilisés jusque dans les années 1980. Les citernes de gaz étaient directement livrées dans les services qui les ventilaient en fonction de leurs besoins.

Les brûleurs étaient au départ à flamme nue (1885) puis se transformèrent par l'arrivée du manchon à incandescence (vers 1895) qui équipera tous les systèmes éclairants. Les brûleurs, que l'on croise encore, correspondent à des fabrications développées vers 1900. Les premiers feux brûlaient jour et nuit. Il n'y avait aucun moyen de limiter le temps de leur allumage. Gustaf Dalén (Prix Nobel de physique 1912), fondateur de la société AGA, fut le premier à proposer un interrupteur à valve solaire qui permettait la coupure du gaz pendant la journée. Il inventera aussi des éclipseurs qui programmaient les éclats des feux au gaz acétylène et des économiseurs (entre 1905 et 1915). En France, les mécanismes semblent plus tardifs. Vers 1950, l'horloger Augustin Henry-Lepaute proposera des éclipseurs mécaniques à mouvement d'horlogerie utilisables pour les feux au gaz propane et butane. Une autre génération de programmateur est le "DECOGAR" fabriqué par le Service des phares et balises, vers 1970, qui introduit l'électronique dans les appareillages.
L'électricité (Des lampes à arc et ensuite des lampes à incandescence) remplacera le gaz d'éclairage dans les phares à partir de 1863 mais surtout à partir de 1920

## Les gaz d'éclairage
Gaz manufacturés
le premier gaz d'éclairage est obtenu par distillation du bois (gaz de bois) entre 1785 et 1786 par l'ingénieur Philippe Lebon. Lebon appelle son gaz, gaz d'hydrogène, terme impropre mais qui va lui rester pendant près de trente ans. Sous l'impulsion de Frédéric-Albert Winsor et de William Murdoch, la houille (gaz de houille) devient par la suite la principale source d'approvisionnement en gaz d'éclairage. Le gaz est nommé gas light (gaz d'éclairage) par Murdoch ou gaz d'hydrogène carboné. Le gaz de houille est fabriqué dans les usines à gaz et des cokeries.
On réalisa des expériences pour obtenir du gaz à partir de la tourbe, de la résine et de l'huile, etc. Le gaz de résine fut utilisé dans certaines villes, telle Gand avant d'être remplacé par le gaz de houille. Le gaz d'huile (huile minérale et animale), fut exploité avec plus ou moins de succès. Le gaz Pintsch (et le gaz Blau), sera utilisé dans les phares ainsi que pour l'éclairage des voitures de chemin de fer.
Ces gaz manufacturés contiendront essentiellement de l'hydrogène, du méthane et du monoxyde de carbone.
Dihydrogène et oxygèneLa lumière oxhydrique (1823) fut utilisée dans les salles de spectacle mais on étudia vers 1860, la possibilité de le substituer au gaz de houille.
AcétylèneL'acétylène utilisé par les lampes à acétylène est encore utilisée en spéléologie mais fut à un moment utilisé comme gaz d'éclairage public et privé en remplacement de la houille.
Gaz naturelLe gaz de houille sera mélangé à du gaz de couche lorsque la demande sera plus importante. Le gaz naturel est utilisé dans des applications contemporaines d'éclairage public. Le gaz naturel remplace les gaz manufacturés vers 1960 en Europe lorsque l'électricité a déjà supplanté le gaz comme moyen d'éclairage.
Butane propane et gaz portatif compriméLe butane et le propane en bonbonne ou en cartouches de gaz, voir le gaz de pétrole liquéfié (GPL) sont utilisés dans des applications d'éclairage mobile, aussi pour le camping.

## Utilisation contemporaine et moderne du gaz d'éclairage

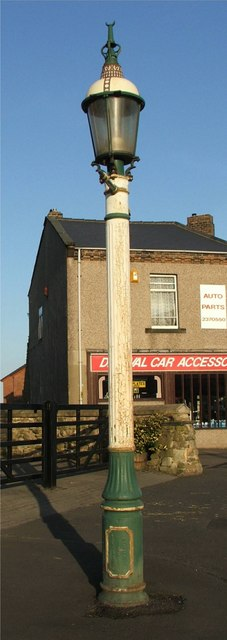
Lampe à gaz à Newcastle upon Tyne.

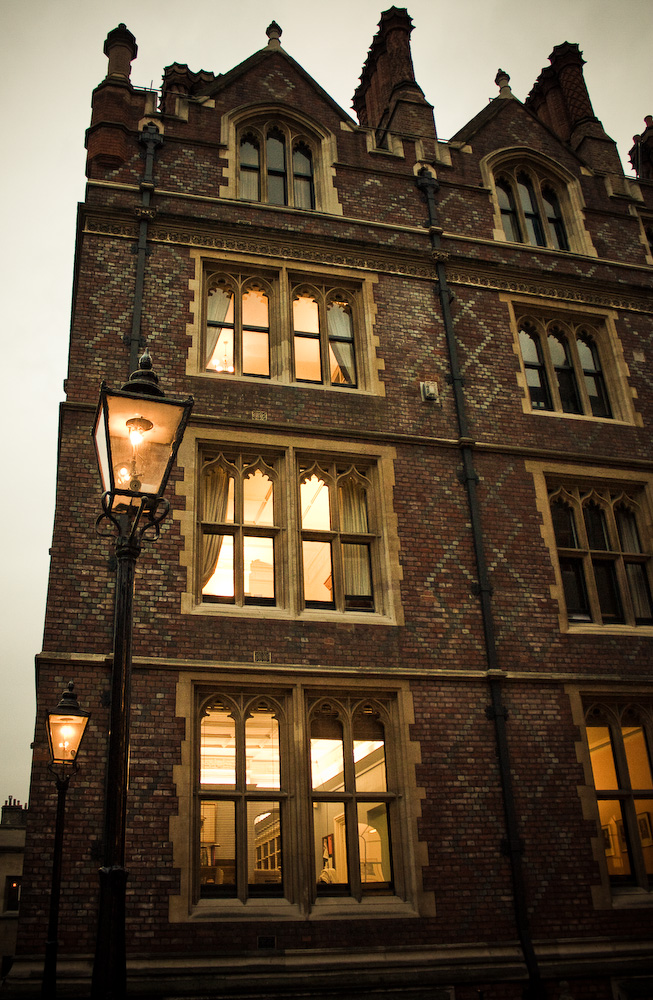
Éclairage au gaz à l'honorable société de Lincoln's Inn, Londres.

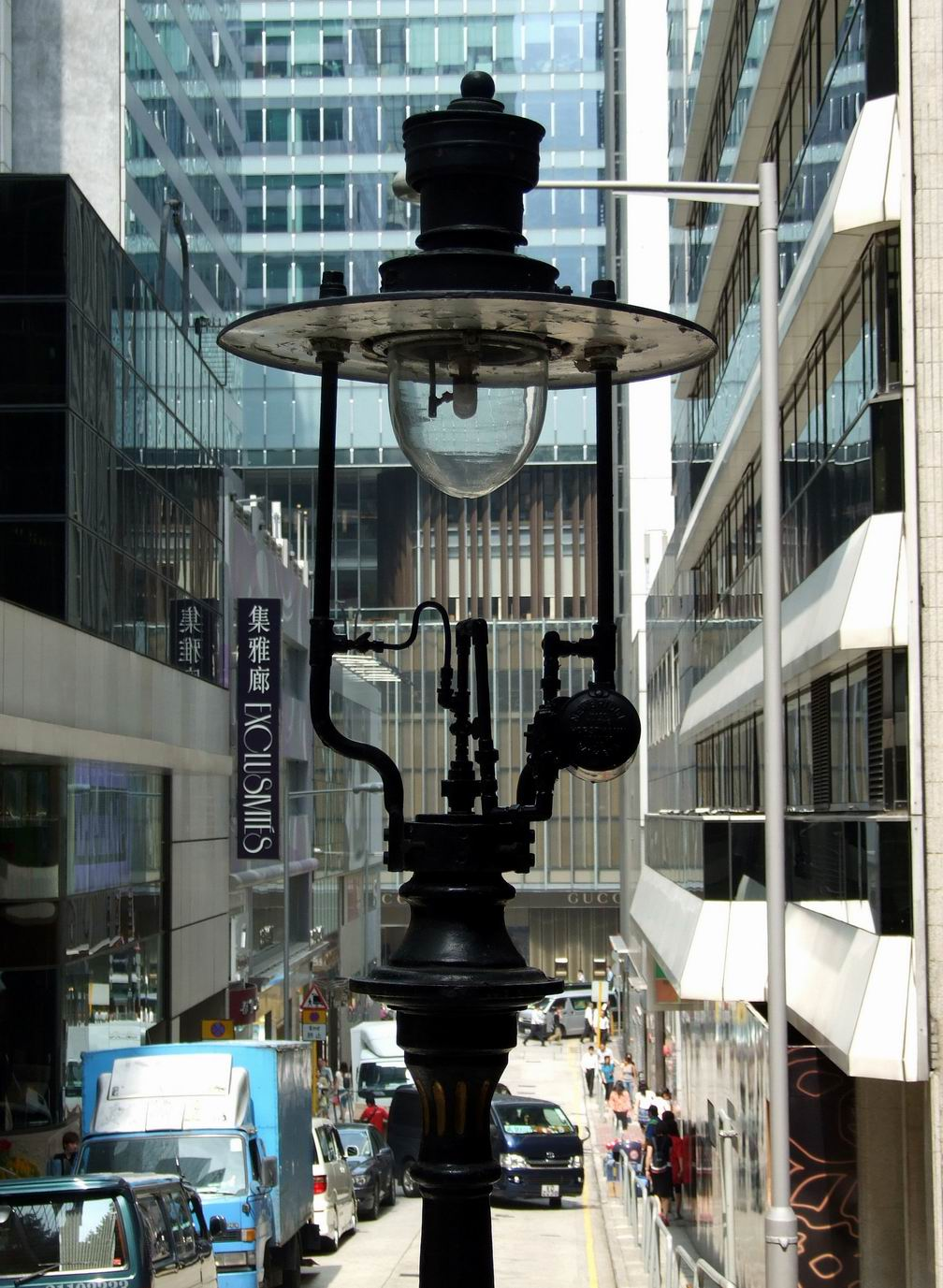
Lampe à gaz DuddellStreet Hong Kong.

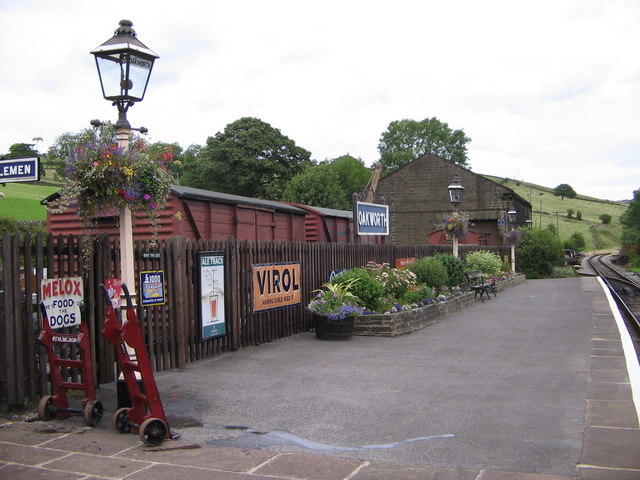
Gaz sur les chemins de fer ; éclairage au gaz à la gare de Oakworth sur la Keighley and Worth Valley Railway, Yorkshire de l'Ouest.

### En Allemagne
Le gaz d'éclairage est toujours utilisé dans certaines villes, même si la plupart des villes ont renoncé à l'éclairage au gaz dans les années 1960. Il existe toutefois pas moins de 80 000 réverbères à gaz répartis dans 40 villes allemandes. La plupart d'entre eux sont à Berlin (43 900), Düsseldorf (18 000), Francfort (5 700), Mayence (<3 000) et Dresde (1 600, principalement dans les quartiers historiques) et Essen (150 et quelques luminaires historiques dans le centre (Burgplatz).
Aujourd'hui, Berlin possède plus de la moitié des lampadaires à gaz survivants au monde et est placée sur la liste de l'observatoire mondial des monuments (2014).

### En Angleterre
Quelques rues dans le centre de Londres, les parcs royaux, les abords du palais de Buckingham, la totalité de Covent Garden et le Park Estate à Nottingham demeurent éclairés au gaz. Les gares ferroviaires de la ligne historique à vapeur Keighley & Worth Valley Railway dans le Yorkshire font partie des rares gares du monde utilisant encore des lampes à gaz.

### Aux États-Unis
Cincinnati comporte 1 100 lampes au gaz. Il s'en trouve aussi dans le Vieux carré français de La Nouvelle-Orléans et dans le quartier de Beacon Hill (Boston), à South Orange, ainsi que d'autres villes du (New Jersey). Riverside (Illinois) en possède également.

### En France
Les derniers appartements privés munis de l’éclairage au gaz, généralement chez des personnes âgées petits propriétaires ne voulant pas entreprendre de travaux d’électrification, ont disparu vers le milieu des années 80. Les derniers subsistants se trouvaient à Paris ou en proche périphérie.

### À Hong Kong
La Duddell Street est célèbre pour ses quatre réverbères encore alimentés au gaz de ville, alors que tous les autres lampadaires sont désormais électriques. La Duddell Street, escalier, rue et lampes à gaz, sont des monuments déclarés de Hong Kong, ce qui explique le maintien de ces lampes comme objets d'intérêt historique par la Hong Kong and China Gas Company.
Le coût élevé de l'éclairage au gaz naturel, explique du moins partiellement pourquoi un grand nombre de lampes à gaz plus anciennes ont été converties à l'électricité. Maintenant des contrôleurs rechargeables par cellules photovoltaïques peuvent être facilement adaptés aux lampes à gaz existantes afin de garder les lumières éteintes pendant le jour et ainsi réduire la consommation d'énergie et les émissions de CO2 de 50 %.
Les lampes à gaz aujourd'hui sont aussi utilisées avec les systèmes d'allumage électronique qui permettent le contrôle à distance à partir d'un interrupteur d'éclairage ordinaire. Avec ces systèmes, les lampes à gaz peuvent être placées sur minuterie ou cellule photovoltaïque afin qu'elles ne fonctionnent pas en permanence, mais seulement quand c'est nécessaire.
L'utilisation du gaz naturel (méthane) pour l'éclairage intérieur a presque disparu. Outre la production excessive de chaleur, la combustion du méthane tend à libérer des quantités importantes de vapeur d'eau (CH4 + 2 O2 → CO2 + 2 H2O (ΔH = −891 kJ/mol)).
De nouveaux appareils sont encore fabriqués et disponibles pour le propane. Dans certains endroits où le réseau électrique ou le kérosène ne sont pas facilement disponibles ou souhaitables, les lampes au gaz propane sont encore utilisées, bien que la disponibilité accrue de sources d'énergie alternatives, telles que les panneaux solaire et les générateurs éoliens à petite échelle, combinés à une efficacité croissante des produits d'éclairage, tels que la lampe fluorescente et la diode électroluminescente font diminuer leur utilisation. Pour une utilisation occasionnelle dans des cabanes et des chalets distants, des lampes au propane peuvent rester une solution économique et exiger moins de travail que des systèmes d'énergie alternative.